# Molotxansk
Molotxansk (en ucraïnès Молочанськ i en rus Молочанск) és una ciutat de la província de Zaporíjia, a Ucraïna, actualment sota control de Rússia. El 2021 tenia 6.224 habitants.